# Hamden (Nowy Jork)
Hamden – miasto w Stanach Zjednoczonych, w stanie Nowy Jork, w hrabstwie Delaware.